# 우크라이나의 탈공산화
우크라이나의 탈공산화(Decommunization in Ukraine)는 1991년 소련이 해체되면서 시작되어 이후 확대됐다. 2014년 존엄의 혁명과 러시아-우크라이나 전쟁이 시작된 후, 우크라이나 정부는 공산주의 상징과 나치즘 상징을 모두 전체주의로 간주하는 이념으로 금지하는 법안을 승인했다.
2015년 5월 15일, 페트로 포로셴코 대통령은 소련 공산주의 기념물(제2차 세계 대전 기념물 제외)을 제거하고 소련 공산주의자들의 이름을 딴 공공 장소의 이름을 변경하기 위한 6개월 기간을 시작하는 일련의 법안에 서명했다. 당시 이는 22개 도시와 44개 마을이 새로운 이름을 갖게 되었음을 의미했다. 2015년 11월 21일까지 지방자치단체는 이를 시행할 권한을 가졌다. 그렇게 하지 않을 경우, 주는 2016년 5월 21일까지 이름을 변경해야 했다. 정착지가 여전히 이전 이름을 유지한다면 우크라이나 내각은 정착지에 새로운 이름을 부여할 수 있다. 법을 위반하면 미디어 금지 및 최대 5년의 징역형을 받을 수 있다.
러시아-우크라이나 분쟁 초기 단계에서 우크라이나 보안국은 우크라이나 공산당이 우크라이나 내 친러시아 분리주의자와 러시아 대리세력을 돕고 있다고 보고했다. 2015년 7월 내무부는 공산당, 우크라이나 공산당(갱신), 노동자 농민 공산당의 선거 참여 권리를 박탈하고, 선거 등록을 종료하기 위한 법원 조치를 계속할 것이라고 밝혔다. 우크라이나의 공산당. 2015년 12월까지 이들 정당은 우크라이나의 주권과 영토 보전을 침해하고, 폭력적인 국가 전복을 선동하고, 러시아 대리군을 지원했다는 이유로 금지되었다. 우크라이나 공산당은 유럽인권재판소에 금지 조치에 대해 항소했다.
2016년까지 51,493개의 거리와 987개의 도시 및 마을의 이름이 변경되었으며(역사적 이름 또는 새 이름의 복원 포함), 1,320개의 레닌 기념물과 1,069개의 다른 공산주의 인물에 대한 기념물이 제거되었다.

## 같이 보기
- 탈공산화
- 레니노파드